# Llista de topònims de Calonge de Segarra
Llista de topònims (noms propis de lloc) del municipi de Calonge de Segarra, a l'Anoia
Informació actualitzada per un bot. Els canvis manuals es perdran quan s'actualitzi!

## cabana
| imatge | Nom                  | Ubicat a           | instància de | Detalls       | coordenades                                                                               | Protecció | Commons (més fotos) | Dades a WD                    |
| ------ | -------------------- | ------------------ | ------------ | ------------- | ----------------------------------------------------------------------------------------- | --------- | ------------------- | ----------------------------- |
|        | cabana del Calderer  | Mirambell          | cabana       |               | 41° 42′ 45″ N, 1° 27′ 43″ E / 41.7126171535408°N,1.46202155035139°E 782 msnm              |           |                     | Modifica les dades a Wikidata |
|        | cabana del Jaumet    | Sant Pere de l'Arç | cabana       |               | 41° 45′ 40″ N, 1° 30′ 44″ E / 41.7610684723636°N,1.51226630570981°E 621 msnm              |           |                     | Modifica les dades a Wikidata |
|        | cobert de l'Escura   | el Soler           | cabana       |               | 41° 44′ 13″ N, 1° 26′ 24″ E / 41.7370608524363°N,1.43993796829484°E 665 msnm              |           |                     | Modifica les dades a Wikidata |
|        | les Pallisses        | el Soler           | cabana       |               | 41° 44′ 51″ N, 1° 27′ 41″ E / 41.7474817907144°N,1.4613218349582°E 649 msnm               |           |                     | Modifica les dades a Wikidata |
|        | pallissa del Vidrier | Mirambell          | cabana       | Estat: ruïnós | 41° 43′ 33″ N, 1° 29′ 47″ E / 41.7257626390092°N,1.49639364893292°E ca:Mirambell 686 msnm |           |                     | Modifica les dades a Wikidata |
|        | pallissa del Vime    | Calonge de Segarra | cabana       |               | 41° 43′ 39″ N, 1° 30′ 04″ E / 41.7276333839649°N,1.50101498675047°E 731 msnm              |           |                     | Modifica les dades a Wikidata |

## casa
| imatge | Nom           | Ubicat a           | instància de | Detalls                                  | coordenades                                                                                     | Protecció                                  | Commons (més fotos)                | Dades a WD                    |
| ------ | ------------- | ------------------ | ------------ | ---------------------------------------- | ----------------------------------------------------------------------------------------------- | ------------------------------------------ | ---------------------------------- | ----------------------------- |
|        | cal Figuerola | Calonge de Segarra | casa         | Estil: arquitectura del Renaixement      | 41° 45′ 45″ N, 1° 30′ 54″ E / 41.76253°N,1.51512°E ca:Sant Pere de l'Arç 619 msnm               | bé integrant del patrimoni cultural català | Cal Figuerola (Calonge de Segarra) | Modifica les dades a Wikidata |
|        | cal Fusté     | Calonge de Segarra | casa         | Estil: arquitectura popular 17th century | 41° 45′ 44″ N, 1° 30′ 55″ E / 41.76236°N,1.51516°E ca:C. Major, 11, Sant Pere de l'Arç 619 msnm | bé integrant del patrimoni cultural català | Cal Fusté (Calonge de Segarra)     | Modifica les dades a Wikidata |

## castell
| imatge | Nom                           | Ubicat a           | instància de | Detalls      | coordenades                                                                           | Protecció                                            | Commons (més fotos)           | Dades a WD                    |
| ------ | ----------------------------- | ------------------ | ------------ | ------------ | ------------------------------------------------------------------------------------- | ---------------------------------------------------- | ----------------------------- | ----------------------------- |
|        | Castell de Calonge de Segarra | Calonge de Segarra | castell      | 11st century | 41° 45′ 51″ N, 1° 28′ 51″ E / 41.7643°N,1.48084°E ca:Dalt del turó del poble 636 msnm | bé d'interès cultural bé cultural d'interès nacional | Castell de Calonge de Segarra | Modifica les dades a Wikidata |
|        | castell de Mirambell          | Mirambell          | castell      |              | 41° 43′ 52″ N, 1° 29′ 22″ E / 41.731°N,1.48934°E ca:Mirambell 707 msnm                | bé d'interès cultural bé cultural d'interès nacional | Castell de Mirambell          | Modifica les dades a Wikidata |

## curs d'aigua
| imatge | Nom                | Ubicat a                                            | instància de | Detalls                                                  | coordenades | Protecció | Commons (més fotos) | Dades a WD                    |
| ------ | ------------------ | --------------------------------------------------- | ------------ | -------------------------------------------------------- | --- | --------- | ------------------- | ----------------------------- |
|        | Llobregós          | Segarra Anoia Noguera província de Lleida           | curs d'aigua | Desemboca: Segre Llarg: 36.7km Conca: 609.7km²           | 41° 47′ 14″ N, 1° 34′ 13″ E / 41.78720111111111°N,1.5703588888888889°E 41° 55′ 05″ N, 1° 10′ 27″ E / 41.91796694444445°N,1.17404°E             |           | Llobregós           | Modifica les dades a Wikidata |
|        | rasa de Comabona   | la Molsosa Calonge de Segarra                       | curs d'aigua | Desemboca: riera de Mantellí Llarg: 1.25km Conca: 47.4ha | 41° 47′ 19″ N, 1° 29′ 38″ E / 41.78864388888889°N,1.4937580555555556°E 41° 47′ 23″ N, 1° 28′ 48″ E / 41.789788055555555°N,1.480056111111111°E  |           |                     | Modifica les dades a Wikidata |
|        | riera de la Devesa | la Molsosa Sant Pere Sallavinera Calonge de Segarra | curs d'aigua | Desemboca: torrent de l'Arç                              | 41° 45′ 53″ N, 1° 33′ 18″ E / 41.76469111111111°N,1.555136111111111°E 41° 46′ 00″ N, 1° 31′ 18″ E / 41.76663111111111°N,1.5217830555555556°E   |           |                     | Modifica les dades a Wikidata |
|        | torrent de l'Arç   | la Molsosa Calonge de Segarra                       | curs d'aigua | Desemboca: Llobregós                                     | 41° 45′ 24″ N, 1° 31′ 38″ E / 41.75657388888889°N,1.5272919444444444°E 41° 46′ 42″ N, 1° 28′ 24″ E / 41.778261111111114°N,1.4733711111111112°E |           |                     | Modifica les dades a Wikidata |

## edifici
| imatge | Nom                      | Ubicat a           | instància de | Detalls                                  | coordenades                                                                                 | Protecció                                  | Commons (més fotos) | Dades a WD                    |
| ------ | ------------------------ | ------------------ | ------------ | ---------------------------------------- | ------------------------------------------------------------------------------------------- | ------------------------------------------ | ------------------- | ----------------------------- |
|        | Cal Boixacs              | Calonge de Segarra | edifici      | Estil: arquitectura popular              | 41° 45′ 28″ N, 1° 27′ 50″ E / 41.757764°N,1.463762°E ca:Carretera C-1412a, km 32,1 533 msnm | bé integrant del patrimoni cultural català | Cal Boixacs         | Modifica les dades a Wikidata |
|        | Forns del Nadal          | Calonge de Segarra | edifici      | Estil: arquitectura popular 20th century | 41° 45′ 00″ N, 1° 28′ 15″ E / 41.74996°N,1.47082°E ca:El Soler                              | bé integrant del patrimoni cultural català |                     | Modifica les dades a Wikidata |
|        | Mina de carbó de l'Obaga | Calonge de Segarra | edifici      | Estil: arquitectura popular              | 41° 45′ 26″ N, 1° 31′ 27″ E / 41.75717°N,1.52412°E ca:Sant Pere de l'Arç                    | bé integrant del patrimoni cultural català |                     | Modifica les dades a Wikidata |
|        | el Molí de Vent          | Dusfort            | edifici      |                                          | 41° 44′ 08″ N, 1° 30′ 40″ E / 41.7354823850106°N,1.5110293013851°E 716 msnm                 |                                            |                     | Modifica les dades a Wikidata |

## entitat singular de població
| imatge | Nom                | Ubicat a           | instància de                                   | Detalls | coordenades                                                                                       | Protecció | Commons (més fotos)            | Dades a WD                    |
| ------ | ------------------ | ------------------ | ---------------------------------------------- | ------- | ------------------------------------------------------------------------------------------------- | --------- | ------------------------------ | ----------------------------- |
|        | Aleny              | Calonge de Segarra | entitat singular de població                   | 33 hab  | 41° 44′ 59″ N, 1° 30′ 50″ E / 41.74961389°N,1.51382778°E ca:Aleny. Calonge de Segarra 673 msnm    |           | Aleny                          | Modifica les dades a Wikidata |
|        | Calonge de Segarra | Calonge de Segarra | entitat singular de població capital municipal | 65 hab  | 41° 45′ 45″ N, 1° 28′ 38″ E / 41.7626169°N,1.47710318°E 536 msnm                                  |           |                                | Modifica les dades a Wikidata |
|        | Dusfort            | Calonge de Segarra | entitat singular de població                   | 23 hab  | 41° 44′ 25″ N, 1° 29′ 37″ E / 41.740317°N,1.49364°E ca:Dusfort. Calonge de Segarra. 700 msnm      |           | Dusfort                        | Modifica les dades a Wikidata |
|        | Mirambell          | Calonge de Segarra | entitat singular de població                   | 19 hab  | 41° 43′ 52″ N, 1° 29′ 23″ E / 41.73100556°N,1.48965278°E ca:Carretera de Calaf a Cervera 707 msnm |           | Mirambell (Calonge de Segarra) | Modifica les dades a Wikidata |
|        | Sant Pere de l'Arç | Calonge de Segarra | entitat singular de població                   | 16 hab  | 41° 45′ 46″ N, 1° 30′ 54″ E / 41.762769°N,1.515092°E ca:Carretera de Calaf a Pinós 619 msnm       |           | Sant Pere de l'Arç             | Modifica les dades a Wikidata |
|        | el Soler           | Calonge de Segarra | entitat singular de població                   | 18 hab  | 41° 44′ 54″ N, 1° 27′ 53″ E / 41.74836389°N,1.46473056°E 645 msnm                                 |           | El Soler (Calonge de Segarra)  | Modifica les dades a Wikidata |

## església
| imatge | Nom                                   | Ubicat a           | instància de | Detalls | coordenades | Protecció                                  | Commons (més fotos)                   | Dades a WD                    |
| ------ | ------------------------------------- | ------------------ | ------------ | --- | --- | ------------------------------------------ | ------------------------------------- | ----------------------------- |
|        | Sant Miquel d'Aleny                   | Aleny              | església     | Estil: arquitectura popular 16th century                                                                        | 41° 44′ 56″ N, 1° 30′ 53″ E / 41.74899°N,1.51485°E ca:A l'entrada del poble 669 msnm                                           | bé integrant del patrimoni cultural català | Sant Miquel d'Aleny                   | Modifica les dades a Wikidata |
|        | Sant Pere de Mirambell                | Mirambell          | església     | Estil: arquitectura popular 19th century                                                                        | 41° 43′ 51″ N, 1° 29′ 23″ E / 41.73089°N,1.48961°E ca:Pl. de l'Església 703 msnm                                               | bé integrant del patrimoni cultural català | Sant Pere de Mirambell                | Modifica les dades a Wikidata |
|        | Sant Pere i Sant Sadurní de Mirambell | Mirambell          | església     | Estil: arquitectura romànica arquitectura popular 12nd century                                                  | 41° 43′ 50″ N, 1° 29′ 29″ E / 41.73069°N,1.49132°E ca:En el conjunt del cementiri 682 msnm                                     | bé cultural d'interès local                | Sant Pere i Sant Sadurní de Mirambell | Modifica les dades a Wikidata |
|        | Santa Fe de Calonge                   | Calonge de Segarra | església     | Estil: arquitectura romànica arquitectura barroca 12nd century                                                  | 41° 45′ 51″ N, 1° 28′ 55″ E / 41.7641°N,1.48201°E ca:Desviació al km 32 de la carretera de Calaf a Ponts 613 msnm              | bé cultural d'interès local                | Santa Fe de Calonge                   | Modifica les dades a Wikidata |
|        | Santa Magdalena del Soler             | el Soler           | església     | Estil: arquitectura romànica arquitectura barroca arquitectura popular 12nd century Estat: parcialment destruït | 41° 45′ 22″ N, 1° 27′ 33″ E / 41.75601°N,1.45915°E ca:Santa Magdalena de la Vall. El Soler. 08281. Calonge de Segarra 580 msnm | bé integrant del patrimoni cultural català | Santa Magdalena del Soler             | Modifica les dades a Wikidata |
|        | Santa Maria de Dusfort                | Dusfort            | església     | Estil: arquitectura romànica arquitectura popular 12nd century                                                  | 41° 44′ 26″ N, 1° 29′ 39″ E / 41.74058°N,1.49417°E ca:A l'entrada del poble vora el cementiri 688 msnm                         | bé integrant del patrimoni cultural català | Santa Maria de Dusfort                | Modifica les dades a Wikidata |
|        | església de Sant Pere de l'Arç        | Sant Pere de l'Arç | església     | Estil: arquitectura romànica arquitectura popular 11st century                                                  | 41° 45′ 46″ N, 1° 30′ 54″ E / 41.76282°N,1.51504°E ca:Pl. de l'Església 619 msnm                                               | bé integrant del patrimoni cultural català | Església de Sant Pere de l'Arç        | Modifica les dades a Wikidata |

## granja
| imatge | Nom                 | Ubicat a         | instància de | Detalls | coordenades                                                                  | Protecció | Commons (més fotos) | Dades a WD                    |
| ------ | ------------------- | ---------------- | ------------ | ------- | ---------------------------------------------------------------------------- | --------- | ------------------- | ----------------------------- |
|        | Granges del Maçana  | Aleny            | granja       |         | 41° 44′ 41″ N, 1° 31′ 05″ E / 41.7446976813258°N,1.51810430643305°E 651 msnm |           |                     | Modifica les dades a Wikidata |
|        | Granja Graells      | el Raval d'Aleny | granja       |         | 41° 44′ 13″ N, 1° 31′ 09″ E / 41.7370213910006°N,1.51930293385146°E 674 msnm |           |                     | Modifica les dades a Wikidata |
|        | Granja Marianet     | Aleny            | granja       |         | 41° 44′ 52″ N, 1° 31′ 05″ E / 41.7477219557767°N,1.51795055752174°E 641 msnm |           |                     | Modifica les dades a Wikidata |
|        | Granja Nadal        | el Soler         | granja       |         | 41° 44′ 40″ N, 1° 28′ 36″ E / 41.7445795967151°N,1.47671259155874°E 593 msnm |           |                     | Modifica les dades a Wikidata |
|        | Granja del Ferreric | Dusfort          | granja       |         | 41° 44′ 07″ N, 1° 30′ 29″ E / 41.7352089783735°N,1.50800543563842°E 710 msnm |           |                     | Modifica les dades a Wikidata |
|        | Granja del Guix     | Dusfort          | granja       |         | 41° 44′ 24″ N, 1° 30′ 39″ E / 41.7399930937071°N,1.51090103488876°E 669 msnm |           |                     | Modifica les dades a Wikidata |
|        | Granja del Marcet   | Mirambell        | granja       |         | 41° 43′ 47″ N, 1° 29′ 11″ E / 41.7297475566263°N,1.48640536835463°E 641 msnm |           |                     | Modifica les dades a Wikidata |

## indret
| imatge | Nom               | Ubicat a                 | instància de | Detalls | coordenades                                                                 | Protecció | Commons (més fotos) | Dades a WD                    |
| ------ | ----------------- | ------------------------ | ------------ | ------- | --------------------------------------------------------------------------- | --------- | ------------------- | ----------------------------- |
|        | Era de l'Hostaler | Dusfort                  | indret       |         | 41° 44′ 41″ N, 1° 29′ 33″ E / 41.744678837357°N,1.49242859735661°E 631 msnm |           |                     | Modifica les dades a Wikidata |
|        | Pla de Girifràs   | Calaf Calonge de Segarra | indret plana |         | 41° 42′ 40″ N, 1° 27′ 41″ E / 41.7112°N,1.46149°E 796 msnm                  |           |                     | Modifica les dades a Wikidata |

## masia
| imatge | Nom                    | Ubicat a                                      | instància de     | Detalls                                                      | coordenades | Protecció                                            | Commons (més fotos)              | Dades a WD                    |
| ------ | ---------------------- | --------------------------------------------- | ---------------- | ------------------------------------------------------------ | --- | ---------------------------------------------------- | -------------------------------- | ----------------------------- |
|        | Ca l'Abadal Nou        | Sant Pere de l'Arç                            | masia            | 19th century                                                 | 41° 45′ 33″ N, 1° 30′ 53″ E / 41.7592621566292°N,1.51466572422791°E ca:Ca l'Abadal Nou. Sant Pere de l'Arç. 08281. Calonge de Segarra 632 msnm    |                                                      |                                  | Modifica les dades a Wikidata |
|        | Ca l'Abadal Vell       | Sant Pere de l'Arç                            | masia            | 16th century                                                 | 41° 45′ 47″ N, 1° 30′ 08″ E / 41.763080140721°N,1.50211484990377°E ca:Ca l'Abadal Vell. Sant Pere de l'Arç. 08281. Calonge de Segarra 601 msnm    |                                                      |                                  | Modifica les dades a Wikidata |
|        | Ca l'Escura            | Calonge de Segarra                            | masia            | Estil: arquitectura popular 17th century                     | 41° 44′ 22″ N, 1° 26′ 28″ E / 41.73931°N,1.44115°E ca:L'Escura. El Soler. 08281. Calonge de Segarra 687 msnm                                      | bé integrant del patrimoni cultural català           | Ca l'Escura (Calonge de Segarra) | Modifica les dades a Wikidata |
|        | Ca l'Espinac           | Calonge de Segarra                            | masia            | 16th century Estat: ruïnós                                   | 41° 45′ 26″ N, 1° 27′ 41″ E / 41.7572824379569°N,1.46142450844295°E ca:Ca l'Espinac. El Soler. 08281. Calonge de Segarra 609 msnm                 |                                                      |                                  | Modifica les dades a Wikidata |
|        | Ca l'Esteve            | el Raval d'Aleny                              | masia            |                                                              | 41° 44′ 17″ N, 1° 31′ 09″ E / 41.738028296967°N,1.51915954973919°E 666 msnm                                                                       |                                                      |                                  | Modifica les dades a Wikidata |
|        | Ca l'Illa              | el Raval d'Aleny                              | masia            |                                                              | 41° 44′ 16″ N, 1° 31′ 09″ E / 41.7377505654937°N,1.51927415630802°E 666 msnm                                                                      |                                                      |                                  | Modifica les dades a Wikidata |
|        | Ca l'Oliva             | el Soler                                      | masia            | 16th century                                                 | 41° 45′ 33″ N, 1° 27′ 20″ E / 41.7590518890787°N,1.45569254071576°E ca:Ca l'Oliva. El Soler. 08281. Calonge de Segarra 584 msnm                   |                                                      |                                  | Modifica les dades a Wikidata |
|        | Cal Baiona             | el Soler                                      | masia            | 17th century                                                 | 41° 44′ 55″ N, 1° 27′ 46″ E / 41.7486535948122°N,1.46273708914483°E ca:Cal Baiona. El Soler. 08281. Calonge de Segarra 645 msnm                   |                                                      |                                  | Modifica les dades a Wikidata |
|        | Cal Bep                | Aleny                                         | masia            | 19th century                                                 | 41° 45′ 13″ N, 1° 30′ 02″ E / 41.7534846127299°N,1.50047368000381°E ca:Cal Bep. Aleny. 08281. Calonge de Segarra 657 msnm                         |                                                      |                                  | Modifica les dades a Wikidata |
|        | Cal Canet              | Mirambell                                     | masia            | 19th century                                                 | 41° 43′ 52″ N, 1° 28′ 36″ E / 41.730997107038°N,1.476684905468°E ca:Cal Canet. Mirambell. 08281. Calonge de Segarra 677 msnm                      |                                                      |                                  | Modifica les dades a Wikidata |
|        | Cal Cristòfol          | Sant Pere de l'Arç                            | masia            | 18th century                                                 | 41° 45′ 30″ N, 1° 31′ 35″ E / 41.758376410036°N,1.5265213569169°E ca:Cal Cristòfol. Sant Pere de l'Arç. 08281. Calonge de Segarra 637 msnm        |                                                      |                                  | Modifica les dades a Wikidata |
|        | Cal Frare              | Sant Pere de l'Arç                            | masia            | 19th century                                                 | 41° 45′ 22″ N, 1° 31′ 11″ E / 41.7560928890715°N,1.51963438864774°E ca:Cal Frare. Sant Pere de l'Arç. 08281. Calonge de Segarra 652 msnm          |                                                      |                                  | Modifica les dades a Wikidata |
|        | Cal Gilet              | el Soler                                      | masia            | Estat: ruïnós                                                | 41° 44′ 57″ N, 1° 26′ 51″ E / 41.74924041145°N,1.44743662172599°E 606 msnm                                                                        |                                                      |                                  | Modifica les dades a Wikidata |
|        | Cal Joan               | Calonge de Segarra                            | masia            |                                                              | 41° 46′ 08″ N, 1° 28′ 34″ E / 41.7688821309035°N,1.47622190023574°E 548 msnm                                                                      |                                                      |                                  | Modifica les dades a Wikidata |
|        | Cal Mariano            | el Soler                                      | masia            |                                                              | 41° 44′ 53″ N, 1° 27′ 46″ E / 41.7481480939816°N,1.46265293596193°E 645 msnm                                                                      |                                                      |                                  | Modifica les dades a Wikidata |
|        | Cal Mas                | Calonge de Segarra                            | masia            | 16th century                                                 | 41° 45′ 29″ N, 1° 28′ 48″ E / 41.75795°N,1.480088°E ca:Cal Mas. Calonge de Segarra. 08281. Calonge de Segarra 570 msnm                            |                                                      |                                  | Modifica les dades a Wikidata |
|        | Cal Mestre             | Sant Pere de l'Arç                            | masia            | 19th century                                                 | 41° 45′ 50″ N, 1° 31′ 05″ E / 41.7638650947558°N,1.51819257449743°E ca:Cal Mestre. Sant Pere de l'Arç. 08281. Calonge de Segarra 604 msnm         |                                                      |                                  | Modifica les dades a Wikidata |
|        | Cal Miquel de la Serra | Sant Pere de l'Arç                            | masia            | Estat: ruïnós                                                | 41° 45′ 58″ N, 1° 31′ 06″ E / 41.7662461892784°N,1.51845056319926°E 620 msnm                                                                      |                                                      |                                  | Modifica les dades a Wikidata |
|        | Cal Nadal              | el Soler                                      | masia            | 16th century                                                 | 41° 44′ 54″ N, 1° 27′ 48″ E / 41.74834553937°N,1.46327362591415°E ca:Cal Nadal. El Soler. 08281. Calonge de Segarra 645 msnm                      |                                                      |                                  | Modifica les dades a Wikidata |
|        | Cal Neula              | Calonge de Segarra Castellfollit de Riubregós | masia            |                                                              | 41° 45′ 30″ N, 1° 27′ 03″ E / 41.758246°N,1.450828°E 582 msnm                                                                                     |                                                      |                                  | Modifica les dades a Wikidata |
|        | Cal Ninet              | el Soler                                      | masia            | Estat: ruïnós                                                | 41° 45′ 24″ N, 1° 27′ 39″ E / 41.756805541667°N,1.4607863604287°E ca:Cal Ninet. El Soler. 08281. Calonge de Segarra 594 msnm                      |                                                      |                                  | Modifica les dades a Wikidata |
|        | Cal Pelegrí            | Aleny                                         | masia            | 19th century Estat: ruïnós                                   | 41° 45′ 08″ N, 1° 30′ 10″ E / 41.752288461506°N,1.50267854205113°E ca:Cal Pelegrí. Aleny. 08281. Calonge de Segarra 627 msnm                      |                                                      |                                  | Modifica les dades a Wikidata |
|        | Cal Ros                | Calonge de Segarra                            | masia            | 19th century                                                 | 41° 45′ 43″ N, 1° 29′ 22″ E / 41.7618434811943°N,1.48952467411645°E ca:Cal Ros. Calonge de Segarra. 08281. Calonge de Segarra 581 msnm            |                                                      | Cal Ros (Calonge de Segarra)     | Modifica les dades a Wikidata |
|        | Cal Sastre             | Dusfort                                       | masia            |                                                              | 41° 44′ 30″ N, 1° 28′ 52″ E / 41.741574325335°N,1.4812083411813°E 600 msnm                                                                        |                                                      |                                  | Modifica les dades a Wikidata |
|        | Cal Selva              | Sant Pere de l'Arç                            | masia            |                                                              | 41° 45′ 52″ N, 1° 30′ 57″ E / 41.7645810641059°N,1.51574603295611°E 625 msnm                                                                      |                                                      |                                  | Modifica les dades a Wikidata |
|        | Cal Seneca             | Mirambell                                     | masia            | 19th century                                                 | 41° 42′ 34″ N, 1° 27′ 06″ E / 41.7094168884612°N,1.45174889834274°E ca:Cal Seneca. Mirambell. 08281. Calonge de Segarra 749 msnm                  |                                                      |                                  | Modifica les dades a Wikidata |
|        | Cal Sobirana           | el Soler                                      | masia            | Estat: ruïnós                                                | 41° 44′ 51″ N, 1° 28′ 10″ E / 41.7474988858469°N,1.46934330056007°E 594 msnm                                                                      |                                                      |                                  | Modifica les dades a Wikidata |
|        | Cal Trull              | Sant Pere de l'Arç                            | masia            | Estat: ruïnós                                                | 41° 45′ 33″ N, 1° 31′ 05″ E / 41.7592887233°N,1.51811744384296°E 621 msnm                                                                         |                                                      |                                  | Modifica les dades a Wikidata |
|        | Cal Vima               | Calonge de Segarra                            | masia            |                                                              | 41° 45′ 05″ N, 1° 29′ 29″ E / 41.7514940367386°N,1.4915234009144°E 622 msnm                                                                       |                                                      |                                  | Modifica les dades a Wikidata |
|        | Cal Vinyals            | Calonge de Segarra                            | masia            | 16th century                                                 | 41° 45′ 45″ N, 1° 29′ 43″ E / 41.762473026681°N,1.4951508938599°E ca:Cal Vinyals. Calonge de Segarra. 08281. Calonge de Segarra 588 msnm          |                                                      |                                  | Modifica les dades a Wikidata |
|        | Cal Vivenda            | Calonge de Segarra                            | masia            | Estat: ruïnós                                                | 41° 45′ 03″ N, 1° 28′ 50″ E / 41.7508986861543°N,1.48052020191521°E 639 msnm                                                                      |                                                      |                                  | Modifica les dades a Wikidata |
|        | Cal Xelin              | Calonge de Segarra                            | masia            |                                                              | 41° 44′ 51″ N, 1° 28′ 55″ E / 41.74748°N,1.481997°E 602 msnm                                                                                      |                                                      |                                  | Modifica les dades a Wikidata |
|        | Can Xip-xap            | Mirambell                                     | masia            |                                                              | 41° 43′ 14″ N, 1° 28′ 47″ E / 41.720613°N,1.479778°E 661 msnm                                                                                     |                                                      |                                  | Modifica les dades a Wikidata |
|        | Casa Berenguers        | el Soler                                      | masia            |                                                              | 41° 44′ 54″ N, 1° 27′ 56″ E / 41.7482760701605°N,1.46548824032034°E 618 msnm                                                                      |                                                      |                                  | Modifica les dades a Wikidata |
|        | Casa Blanca            | Calonge de Segarra                            | masia            |                                                              | 41° 45′ 42″ N, 1° 27′ 41″ E / 41.7617132700972°N,1.46139082179986°E 621 msnm                                                                      |                                                      |                                  | Modifica les dades a Wikidata |
|        | Casa Groga             | Sant Pere de l'Arç                            | masia            |                                                              | 41° 45′ 43″ N, 1° 30′ 10″ E / 41.7618552212882°N,1.50280496627401°E 593 msnm                                                                      |                                                      |                                  | Modifica les dades a Wikidata |
|        | Casa Rovira            | el Soler                                      | masia            |                                                              | 41° 44′ 56″ N, 1° 27′ 52″ E / 41.748839301589°N,1.4645006336361°E 620 msnm                                                                        |                                                      |                                  | Modifica les dades a Wikidata |
|        | Casa del Mestre        | Calonge de Segarra                            | masia            | 20th century                                                 | 41° 45′ 50″ N, 1° 28′ 53″ E / 41.7639172997724°N,1.48150021671053°E ca:Casa del Mestre. Calonge de Segarra. 08281. Calonge de Segarra 810 msnm    |                                                      |                                  | Modifica les dades a Wikidata |
|        | Castelltort            | Mirambell                                     | masia casa forta | Estil: arquitectura popular arquitectura gòtica 14th century | 41° 43′ 08″ N, 1° 28′ 07″ E / 41.719009°N,1.468536°E ca:Camí de Castelltort, des del cementiri de Calaf 751 msnm                                  | bé d'interès cultural bé cultural d'interès nacional | Castelltort (Calonge de Segarra) | Modifica les dades a Wikidata |
|        | Comaposada             | Mirambell                                     | masia            | Estat: ruïnós                                                | 41° 43′ 24″ N, 1° 28′ 27″ E / 41.7232091789101°N,1.47418793765585°E 695 msnm                                                                      |                                                      |                                  | Modifica les dades a Wikidata |
|        | Corraler               | el Soler                                      | masia            |                                                              | 41° 44′ 34″ N, 1° 27′ 02″ E / 41.7426551968084°N,1.45067392610532°E 658 msnm                                                                      |                                                      |                                  | Modifica les dades a Wikidata |
|        | Era de l'Ignès         | Mirambell                                     | masia            |                                                              | 41° 43′ 51″ N, 1° 29′ 08″ E / 41.7308346320174°N,1.48551413797957°E 673 msnm                                                                      |                                                      |                                  | Modifica les dades a Wikidata |
|        | Lladrús                | el Soler                                      | masia            |                                                              | 41° 44′ 51″ N, 1° 27′ 39″ E / 41.747631°N,1.460831°E 655 msnm                                                                                     |                                                      |                                  | Modifica les dades a Wikidata |
|        | Torre del Cargoler     | Sant Pere de l'Arç                            | masia            | 16th century                                                 | 41° 46′ 15″ N, 1° 30′ 23″ E / 41.7707267022445°N,1.50625612559142°E ca:Torre del Cargoler. Calonge de Segarra. 08281. Calonge de Segarra 544 msnm |                                                      |                                  | Modifica les dades a Wikidata |
|        | Torrescassana          | Calonge de Segarra                            | masia            | 16th century                                                 | 41° 46′ 20″ N, 1° 30′ 05″ E / 41.7723575636918°N,1.50146585117327°E ca:Torrescassana. Calonge de Segarra. 08281. Calonge de Segarra 542 msnm      |                                                      |                                  | Modifica les dades a Wikidata |
|        | el Bosc de Nadal       | el Soler                                      | masia            |                                                              | 41° 44′ 22″ N, 1° 28′ 05″ E / 41.7394922802942°N,1.46801829872926°E 631 msnm                                                                      |                                                      |                                  | Modifica les dades a Wikidata |
|        | el Puig                | el Raval d'Aleny                              | masia            |                                                              | 41° 44′ 15″ N, 1° 31′ 08″ E / 41.7374386934143°N,1.51883639833123°E 691 msnm                                                                      |                                                      |                                  | Modifica les dades a Wikidata |
|        | el Tossal              | Calonge de Segarra                            | masia            |                                                              | 41° 45′ 55″ N, 1° 27′ 58″ E / 41.76531°N,1.465989°E 653 msnm                                                                                      |                                                      |                                  | Modifica les dades a Wikidata |
|        | el Tribolví            | Calonge de Segarra                            | masia            |                                                              | 41° 44′ 52″ N, 1° 29′ 51″ E / 41.7478608355183°N,1.4974415117833°E 660 msnm                                                                       |                                                      |                                  | Modifica les dades a Wikidata |
|        | els Pilots             | Calonge de Segarra                            | masia            | Estil: arquitectura popular 16th century                     | 41° 46′ 42″ N, 1° 30′ 02″ E / 41.778274°N,1.50059°E ca:Els Pilots de Dalt. Calonge de Segarra. 08281. Calonge de Segarra 575 msnm                 | bé integrant del patrimoni cultural català           | Els Pilots (Calonge de Segarra)  | Modifica les dades a Wikidata |
|        | l'Agustina             | Calonge de Segarra                            | masia            |                                                              | 41° 45′ 02″ N, 1° 28′ 58″ E / 41.7505415549462°N,1.48280179989475°E 611 msnm                                                                      |                                                      |                                  | Modifica les dades a Wikidata |
|        | l'Alzina               | Aleny                                         | masia            | 16th century                                                 | 41° 44′ 53″ N, 1° 30′ 16″ E / 41.7479332013394°N,1.50436731917524°E ca:L'Alzina. Aleny. 08281. Calonge de Segarra 633 msnm                        |                                                      |                                  | Modifica les dades a Wikidata |
|        | la Casanova            | Mirambell                                     | masia            |                                                              | 41° 42′ 59″ N, 1° 26′ 59″ E / 41.71634°N,1.449709°E 756 msnm                                                                                      |                                                      |                                  | Modifica les dades a Wikidata |
|        | la Caseta              | Mirambell                                     | masia            | 19th century                                                 | 41° 43′ 14″ N, 1° 28′ 49″ E / 41.7206764192589°N,1.48016259146463°E ca:La Caseta. Mirambell. 08281. Calonge de Segarra 658 msnm                   |                                                      |                                  | Modifica les dades a Wikidata |
|        | la Gavatxa             | Calonge de Segarra                            | masia            |                                                              | 41° 45′ 41″ N, 1° 28′ 24″ E / 41.761374°N,1.473442°E 586 msnm                                                                                     |                                                      |                                  | Modifica les dades a Wikidata |
|        | la Morera              | Calonge de Segarra                            | masia            | 16th century                                                 | 41° 45′ 44″ N, 1° 28′ 37″ E / 41.762309°N,1.477048°E ca:La Morera. Calonge de Segarra. 08281. Calonge de Segarra 543 msnm                         |                                                      | La Morera (Calonge de Segarra)   | Modifica les dades a Wikidata |
|        | la Rectoria            | Calonge de Segarra                            | masia            |                                                              | 41° 45′ 51″ N, 1° 28′ 56″ E / 41.7641342431001°N,1.48224095524832°E 615 msnm                                                                      |                                                      |                                  | Modifica les dades a Wikidata |
|        | la Roca                | Calonge de Segarra                            | masia            | 16th century                                                 | 41° 45′ 25″ N, 1° 29′ 02″ E / 41.7568318744561°N,1.48376025308799°E ca:La Roca. Calonge de Segarra. 08281. Calonge de Segarra 581 msnm            |                                                      |                                  | Modifica les dades a Wikidata |
|        | les Quadres            | Aleny                                         | masia            | Estil: arquitectura popular 17th century                     | 41° 44′ 41″ N, 1° 30′ 35″ E / 41.74475°N,1.50982°E ca:Camí que surt de la carretera de Calaf a Pinós 651 msnm                                     | bé integrant del patrimoni cultural català           | Les Quadres (Calonge de Segarra) | Modifica les dades a Wikidata |
|        | les Vidales            | Calonge de Segarra                            | masia            | 18th century                                                 | 41° 46′ 31″ N, 1° 28′ 59″ E / 41.7752499902052°N,1.48303767581398°E ca:Les Vidales. Calonge de Segarra. 08281. Calonge de Segarra 508 msnm        |                                                      |                                  | Modifica les dades a Wikidata |

## molí d'aigua
| imatge | Nom                             | Ubicat a           | instància de | Detalls                                                              | coordenades | Protecció                                  | Commons (més fotos)             | Dades a WD                    |
| ------ | ------------------------------- | ------------------ | ------------ | -------------------------------------------------------------------- | --- | ------------------------------------------ | ------------------------------- | ----------------------------- |
|        | Molí del Sala                   | Mirambell          | molí d'aigua |                                                                      | 41° 43′ 22″ N, 1° 28′ 19″ E / 41.7227217082142°N,1.47207154713655°E 693 msnm                                               |                                            |                                 | Modifica les dades a Wikidata |
|        | Molí fariner de Baix de cal Mas | Calonge de Segarra | molí d'aigua | Estil: arquitectura popular 1781 Estat: parcialment destruït         | 41° 45′ 32″ N, 1° 28′ 52″ E / 41.759011°N,1.481002°E ca:Calonge de Segarra 540 msnm                                        | bé integrant del patrimoni cultural català | Molí fariner de Baix de cal Mas | Modifica les dades a Wikidata |
|        | Molí fariner de Dalt de cal Mas | Calonge de Segarra | molí d'aigua | Estil: arquitectura popular 1783 Estat: parcialment destruït         | 41° 45′ 31″ N, 1° 28′ 54″ E / 41.758674°N,1.481765°E ca:Calonge de Segarra 549 msnm                                        | bé integrant del patrimoni cultural català | Molí fariner de Dalt de cal Mas | Modifica les dades a Wikidata |
|        | Torremitja                      | Calonge de Segarra | molí d'aigua | Estil: arquitectura popular 16th century Estat: parcialment destruït | 41° 46′ 27″ N, 1° 29′ 36″ E / 41.774217°N,1.493406°E ca:Torremitja. Calonge de Segarra. 08281. Calonge de Segarra 522 msnm | bé integrant del patrimoni cultural català | Can Torremitja                  | Modifica les dades a Wikidata |

## muntanya
| imatge | Nom                  | Ubicat a           | instància de | Detalls | coordenades                                                         | Protecció | Commons (més fotos) | Dades a WD                    |
| ------ | -------------------- | ------------------ | ------------ | ------- | ------------------------------------------------------------------- | --------- | ------------------- | ----------------------------- |
|        | Puig Gros            | Calonge de Segarra | muntanya     |         | 41° 44′ 22″ N, 1° 27′ 14″ E / 41.73945833°N,1.4539°E 717 msnm       |           |                     | Modifica les dades a Wikidata |
|        | Tossal de l'Escaleró | Calonge de Segarra | muntanya     |         | 41° 44′ 01″ N, 1° 29′ 08″ E / 41.7335°N,1.48558°E 676.2 msnm        |           |                     | Modifica les dades a Wikidata |
|        | el Tossal            | Calonge de Segarra | muntanya     |         | 41° 45′ 55″ N, 1° 27′ 58″ E / 41.76535556°N,1.46610278°E 653.3 msnm |           |                     | Modifica les dades a Wikidata |

## pont
| imatge | Nom                           | Ubicat a           | instància de | Detalls                       | coordenades                                                                       | Protecció | Commons (més fotos) | Dades a WD                    |
| ------ | ----------------------------- | ------------------ | ------------ | ----------------------------- | --------------------------------------------------------------------------------- | --------- | ------------------- | ----------------------------- |
|        | Pont de la Roca               | Calonge de Segarra | pont         | 19th century Estat: bon estat | 41° 45′ 18″ N, 1° 29′ 08″ E / 41.7551°N,1.48569°E ca:Calonge de Segarra 558 msnm  |           |                     | Modifica les dades a Wikidata |
|        | Pont de la Torre del Cargoler | Calonge de Segarra | pont         | 20th century Estat: bon estat | 41° 46′ 17″ N, 1° 30′ 37″ E / 41.77151°N,1.51015°E ca:Calonge de Segarra 538 msnm |           |                     | Modifica les dades a Wikidata |
|        | Pont del Biosca               | Calonge de Segarra | pont         | Estat: bon estat              | 41° 45′ 26″ N, 1° 27′ 53″ E / 41.75717°N,1.46469°E ca:El Soler 522 msnm           |           |                     | Modifica les dades a Wikidata |
|        | Pont del Soler                | Calonge de Segarra | pont         | Estat: bon estat              | 41° 45′ 00″ N, 1° 28′ 25″ E / 41.7501°N,1.47359°E ca:El Soler 547 msnm            |           |                     | Modifica les dades a Wikidata |
|        | Pont dels Ciments             | Calonge de Segarra | pont         | 20th century Estat: malmès    | 41° 44′ 20″ N, 1° 28′ 46″ E / 41.73883°N,1.47942°E ca:El Soler 579 msnm           |           |                     | Modifica les dades a Wikidata |

## serra
| imatge | Nom                       | Ubicat a                      | instància de | Detalls      | coordenades                                                       | Protecció | Commons (més fotos) | Dades a WD                    |
| ------ | ------------------------- | ----------------------------- | ------------ | ------------ | ----------------------------------------------------------------- | --------- | ------------------- | ----------------------------- |
|        | Serra de Costa Roja       | Calonge de Segarra la Molsosa | serra        | Llarg: 1.7km | 41° 47′ 10″ N, 1° 29′ 21″ E / 41.7862°N,1.48924°E 619 msnm        |           |                     | Modifica les dades a Wikidata |
|        | Serra de Sant Miquel      | Calonge de Segarra            | serra        |              | 41° 45′ 56″ N, 1° 30′ 22″ E / 41.76552222°N,1.50613889°E 675 msnm |           |                     | Modifica les dades a Wikidata |
|        | Serra de cal Manresa Vell | Pinós Calonge de Segarra      | serra        |              | 41° 47′ 25″ N, 1° 29′ 46″ E / 41.79023611°N,1.49609444°E 663 msnm |           |                     | Modifica les dades a Wikidata |
|        | Serra de la Nuja          | Calonge de Segarra Pujalt     | serra        |              | 41° 42′ 57″ N, 1° 26′ 24″ E / 41.7159°N,1.43989°E 729 msnm        |           |                     | Modifica les dades a Wikidata |

## Misc
| imatge | Nom                                     | Ubicat a                 | instància de                                           | Detalls                                  | coordenades                                                                  | Protecció                                  | Commons (més fotos)              | Dades a WD                    |
| ------ | --------------------------------------- | ------------------------ | ------------------------------------------------------ | ---------------------------------------- | ---------------------------------------------------------------------------- | ------------------------------------------ | -------------------------------- | ----------------------------- |
|        | Aleny                                   | Calonge de Segarra       | vèrtex geodèsic                                        | Alt: 1.2m                                | 41° 45′ 19″ N, 1° 30′ 49″ E / 41.755198°N,1.513663°E 718.387 msnm            |                                            |                                  | Modifica les dades a Wikidata |
|        | Capella caminera del Roser              | Calonge de Segarra       | oratori                                                | Estil: arquitectura popular 19th century | 41° 45′ 45″ N, 1° 30′ 56″ E / 41.76255°N,1.51557°E ca:Sant Pere de l'Arç     | bé integrant del patrimoni cultural català | Padró-oratori del Roser          | Modifica les dades a Wikidata |
|        | Creu Escapçada                          | Aleny                    | creu de terme                                          |                                          | 41° 44′ 19″ N, 1° 30′ 55″ E / 41.7386350090944°N,1.51522540180628°E 679 msnm |                                            |                                  | Modifica les dades a Wikidata |
|        | Forn de calç Bosc de l'Avellaner        | Calonge de Segarra       | forn de calç                                           | Estil: arquitectura popular 20th century | 41° 44′ 52″ N, 1° 28′ 34″ E / 41.747676°N,1.476083°E ca:El Soler 576 msnm    | bé integrant del patrimoni cultural català | Forn de calç Bosc de l'Avellaner | Modifica les dades a Wikidata |
|        | Pedrera de Dusfort                      | Calonge de Segarra       | pedrera                                                |                                          | 41° 44′ 31″ N, 1° 29′ 07″ E / 41.7420190961127°N,1.48537155776494°E          |                                            |                                  | Modifica les dades a Wikidata |
|        | casa consistorial de Calonge de Segarra | Calonge de Segarra       | casa consistorial                                      |                                          | 41° 44′ 21″ N, 1° 29′ 43″ E / 41.73922°N,1.4952541°E                         |                                            |                                  | Modifica les dades a Wikidata |
|        | el Raval d'Aleny                        | Calonge de Segarra Aleny | nucli de població nucli d'entitat singular de població | 0 hab                                    | 41° 44′ 16″ N, 1° 31′ 08″ E / 41.737704°N,1.518791°E 671 msnm                |                                            |                                  | Modifica les dades a Wikidata |
|        | font del Sobirana                       | el Soler                 | font                                                   |                                          | 41° 44′ 52″ N, 1° 28′ 08″ E / 41.7478096944842°N,1.46901119097967°E 565 msnm |                                            |                                  | Modifica les dades a Wikidata |